# Kanta Museum
O Museu Kanta (Kanta Museum) é um museu em Argungu, Nigéria, adjacente ao mercado principal.
Construído em 1831, o edifício recebeu o nome de Muhammed Kanta, que fundou o Reino de Kebbi em 1515. Foi construído por Yakubu Nabame, um ex-emir de Kebbi, e serviu como palácio do emir até 1942, quando os britânicos construíram um novo palácio administrativo durante o reinado de Muhammed Sani . Depois de o edifício ficar vago, em 1 de julho de 1958, foi inaugurado como museu, oferecendo uma visão da turbulenta história do estado de Kebbi.
O museu está dividido em onze áreas e possui um notável acervo de armas, composto por amuletos, lanças, espadas, madeiras, pedras, arcos e flechas, armas locais e até tambores. 